# کولرو منر
کولرو منر (به انگلیسی: Kullervo Manner) (به فنلاندی: Kullervo Achilles Manner) (به روسی: Куллерво Густавович Маннер) تلفظ فنلاندی: [ˈkulːerʋo ˈmɑnːer] (۱۲ اکتبر ۱۸۸۰ – ۱۵ ژانویه ۱۹۳۹) سیاست‌مدار اهل فنلاند و شوروی و یکی از رهبران جمهوری سوسیالیستی کارگران فنلاند بود.